# Sagrado
Sagrado – miejscowość i gmina we Włoszech, w regionie Friuli-Wenecja Julijska, w prowincji Gorycja.
Według danych na rok 2004 gminę zamieszkiwało 2087 osób, 149,1 os./km².
W miejscowości znajduje się stacja kolejowa Sagrado.

## Miasta partnerskie
- Branik
- Győrság
- Pogendorf